# 太平橋

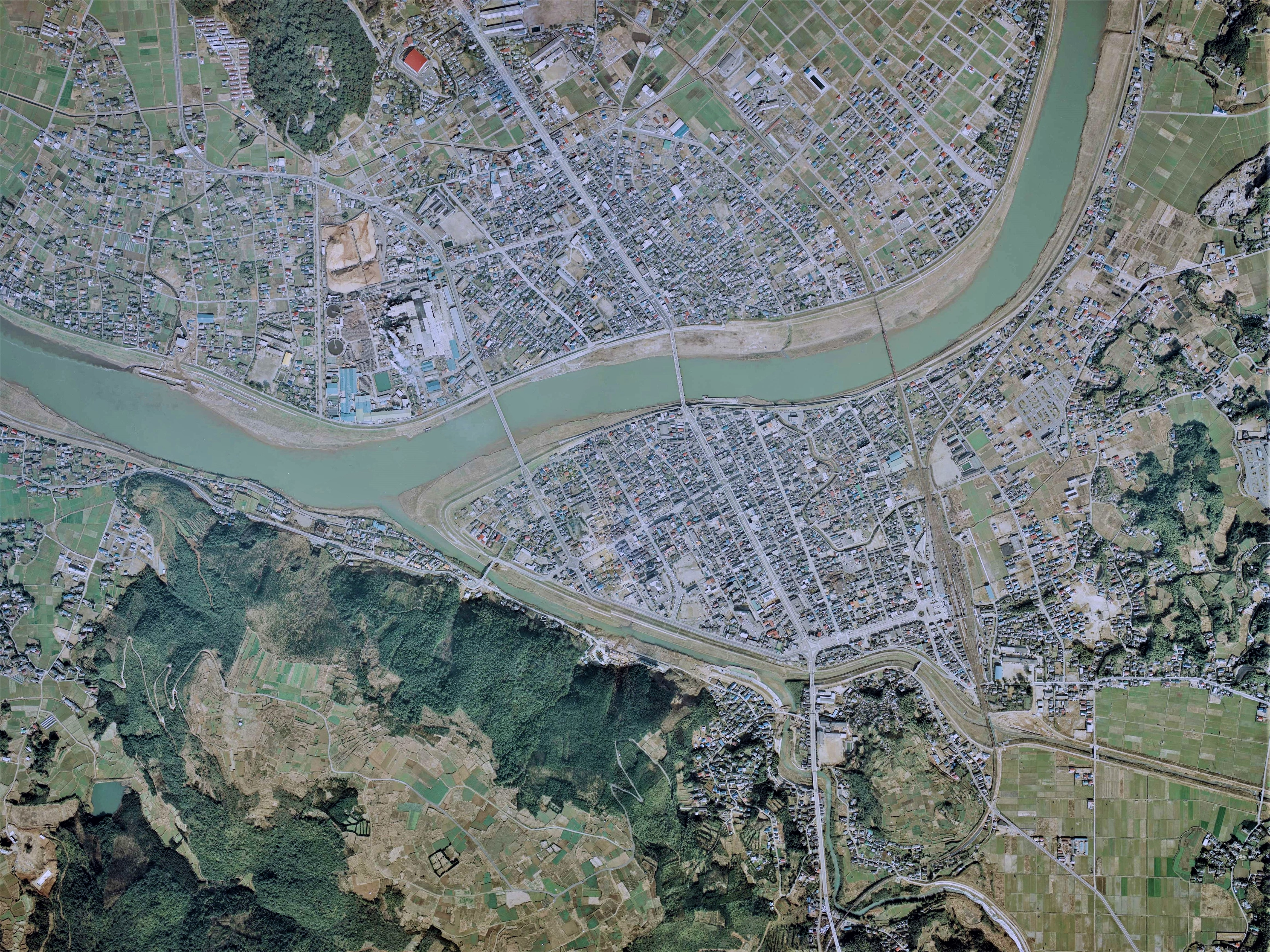
川内地区中心部周辺の空中写真。川内川（写真中央部）に架かる3つの橋のうち、中央の橋が太平橋。
1975年2月9日撮影の2枚を合成作成。。

太平橋（たいへいばし）は、鹿児島県薩摩川内市の川内川に架かる国道3号の道路橋梁。

## 特色
薩摩川内市の中心市街地には川内川が流れており、太平橋は北側の大小路町と南側の東開聞町や向田本町を結んでいる。
幾度もかけなおされており、現在の橋は6代目となっている。下流側には開戸橋、上流側には天大橋がかかっている。
橋の名前の由来は、橋の近くに所在する寺院「泰平寺」からとされている。

## 歴史
初代の橋は1875年（明治8年）に完成した木造橋であったが、2年後に西南戦争で中央部を焼失した。これを補って2代目の橋が架けられたとされるが詳細はよくわかっておらず、洪水で流失したとされる。3代目の橋は民間人2人の出資により建設された有料橋であったが、1889年（明治22年）に政府が買収して国道とした。4代目の橋は初の鉄製となり、イギリスのテムズ川に架けられるはずであった材料が日本に流れてここに建設されたアーチ橋であったと伝わる。第二次世界大戦後も2回架け直しがが行われ、1979年（昭和54年）に完成した6代目が現在の橋である。

### 年表
- 1874年（明治7年）11月2日 - 初代太平橋の建設に着工[5]。棟梁は阿蘇鉄矢。長さ約200メートルで工期は2か月半であったとされる[4]。
- 1875年（明治8年）1月12日 - 初代太平橋が竣工[5]。「太平橋架橋碑」は薩摩川内市指定文化財。
- 1877年（明治10年） - 初代太平橋が西南戦争によって中央部を焼失[4]。
- 1889年（明治22年） - 国が3代目の橋を買収し、国道とする[4]。
- 1900年（明治33年）10月 - 鉄橋（アーチ橋）の4代目太平橋が竣工。
- 1951年（昭和26年）8月 - 鋼橋の5代目太平橋が竣工[3]。
- 1977年（昭和52年）8月 - 太平橋の仮橋が完成[3]。
- 1979年（昭和54年）11月 - 6代目太平橋が完成[3]。